# كاسيك أبيض الزمكى
كاسيك أبيض الزمكى (الاسم العلمي: Cacicus leucoramphus) هو نوع من الطيور يتبع جنس الكاسيك من فصيلة الصفراويات.